# Chiesa di San Martino (Selvatelle)
La chiesa di San Martino si trova a Selvatelle, nel comune di Terricciola.

## Storia
La chiesa di San Martino a Monsolazzo, o Monteculaccio, è documentata sin dal 721 come possedimento dei vescovi di Lucca. Su questa chiesa si trovano numerose testimonianze in documenti altomedievali, anche se l'attuale aspetto è frutto di ristrutturazioni successive. È stata la chiesa ufficiale di Selvatelle fino agli anni sessanta del XX secolo, quando la nuova chiesa, sempre dedicata a san Martino, è stata costruita nel 1965 poco distante; da quel momento la chiesa è stata chiusa al pubblico ed oggi è utilizzata, in quanto sconsacrata, come magazzino, sebbene annualmente o biannualmente venga celebrata una messa nella vecchia chiesa. Le dimensioni non sono particolarmente ampie, si trova compresa tra due case e non è facilmente visibile dall'esterno anche perché la sua funzione, prima della nascita del paese di Selvatelle, era un luogo di ritrovo dei contadini che lavoravano nei campi circostanti. La chiesa "ufficiale" del tempo era la chiesa dedicata a san Bartolomeo, nel paese ormai quasi disabitato di Casanova.